# Société anonyme des chemins de fer cantonaux luxembourgeois
La Société anonyme des chemins de fer cantonaux luxembourgeois (CC) est une ancienne compagnie de chemin de fer étatique luxembourgeoise qui exista de 1880 à 1934 et qui est géré par l'administration des travaux publics à partir de 1924.

## Histoire
La compagnie est fondée le 21 juin 1887 par arrêté royal grand-ducal.
Le 1er janvier 1924, l'État luxembourgeois reprend la compagnie et la place sous la direction de l'administration des travaux publics (TP), faute d'administration plus adaptée.
Elle disparaît en 1934 dans le cadre de la loi du 14 avril 1934 concernant la reprise et l'exploitation par l'État des chemins de fer secondaires et vicinaux qui unifie le réseau à voie métrique sous l'égide des Chemins de fer à voie étroite de l'État.

## Réseau et matériel roulant
La société des chemins de fer cantonaux exploitait les lignes suivantes :
- Ligne de Diekirch à Vianden ;
- Ligne de Noerdange à Martelange.